# Dub u Hadí hory
Dub u Hadí hory je památný strom, dub letní rostoucí u hájenky v mapě značené Petrůvky.

## Základní údaje
- výška: 22 m (v roce 2007) [1]
- obvod: 490 cm (v roce 2007) [1]
- věk: 230 let (v roce 2007) [1]
- ochranné pásmo: ze zákona [1]

## Stav stromu a údržba
Tento dub letní je dle evidence AOPK v silně poškozeném stavu (2007).